# Šangajski toranj
Šangajski toranj (kineski: 上海中心大厦, pinyin: Shànghǎi Zhōngxīn Dàshà; doslovno: „Šangajska središnja zgrada”) je neboder u Šangaju, u Kini i druga je najviša građevina na Zemlji. Ima 128 katova i visok je 632 metara. U njegovoj blizini se nalaze i drugi znameniti neboderi kao što su Jin Mao Tower (421 m) i Shanghai World Financial Center (492 m).
Američke arhitektonska tvrtka Gensler dizajnirala je Šangajski toranj, uz kineskog arhitekta Jun Xia vodeći dizajnerski tim. Toranj ima oblik devet cilindričnih građevina naslaganih jedna povrh druge, u ukupnom iznosu od 121 kata. Između staklene fasade i vanjskog sloja, koji se dizanjem zakreće, devet zatvorenih zona pružaju javnosti prostor za posjetitelje. Svaki od tih devet područja ima svoj atrij koji sadrži vrtove, kafiće, restorane i nekoliko maloprodajnih prostora, a pruža pogled na grad od 360 °.
Iako je trebao biti dovršen 2014., neboder je otvoren 6. rujna 2015., a njegova terasa za razgledavanje na 118. katu (na 562 m ona je najviša paluba za promatranje unutar zgrade na svijetu) otvorena je za javnost 26. travnja 2017.